# Kirkland, South Lakeland
Kirkland var en civil parish fram till 1908 när den uppgick i civil parish Kendal, i grevskapet Westmorland (nu Cumbria) i England. Civil parish hade 1 125 invånare år 1901.